# Ausbau-Manager

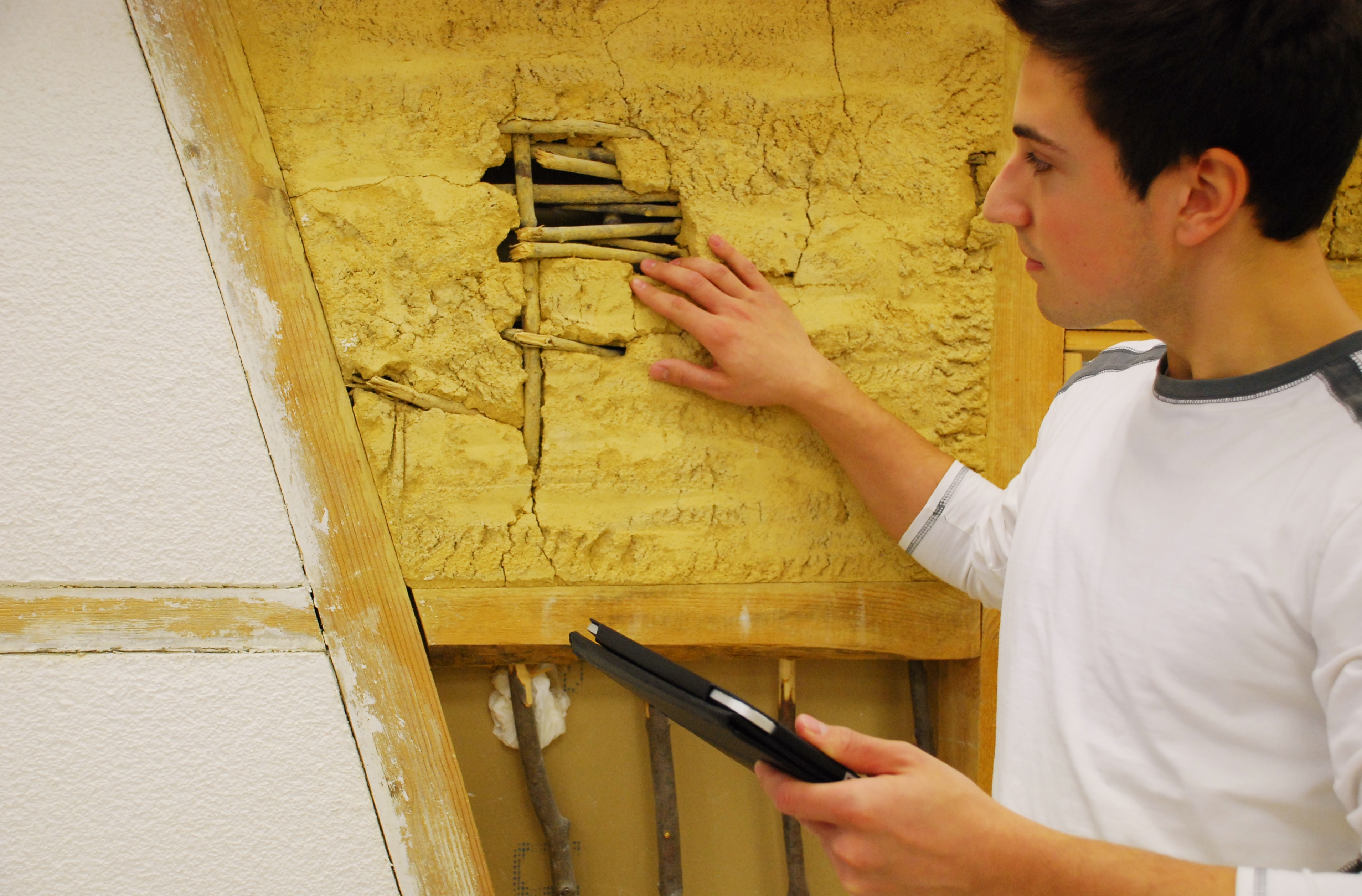
Angehender Ausbau-Manager begutachtet Schaden am Putz

Der Ausbau-Manager ist eine Variante des Berufes Stuckateur. Stuckateur ist eine Berufsbezeichnung für einen im Innenausbau und an Fassaden tätigen Bauhandwerker. Der Beruf wird teilweise in Süddeutschland und in der Schweiz Gipser genannt, im Norddeutschen heißt er Putzer oder Verputzer.
Im Gegensatz zur Regel-Stuckateurausbildung ist beim Ausbau-Manager als Zugangsvoraussetzung das Abitur oder die allgemeine Fachhochschulreife erforderlich. Das Ausbildungsmodell bietet innerhalb von 3,5 Jahren Abschlüsse als Stuckateurgeselle, Stuckateurmeister oder Gebäude-Energieberater.
Während der Ausbildung werden des Weiteren Managementthemen behandelt die auf Führungsaufgaben im Handwerk vorbereiten sollen.
Das Ausbildungsmodell wird durch die Bundesverbände Ausbau und Fassade angeboten und im Beruflichen Schulzentrum Leonberg sowie dem Kompetenzzentrum für Ausbau und Fassade in Rutesheim durchgeführt. Die Bezahlung erfolgt gemäß Tarifvertrag für das Baugewerbe.
Ausbildungsbetriebe, die der SOKA-BAU angehören, erhalten eine Regelförderung aus der SOKA-BAU-Umlage.